# Luigi Nicola de Majo
Luigi Nicola de Majo, duca di S. Pietro (1778 – 10 febbraio 1860), fu un maresciallo di campo della Real Casa di Borbone-Due Sicilie, nominato Luogotenente generale di Sicilia dal 1840 al 1848, poi presidente dell'Alta Corte fino al 1860.

## Biografia
Nacque da famiglia aristocratica napoletana intorno al 1778, figlio dell'ultimo intestatario feudale col titolo di Duca di San Pietro nel cedolario di Principato Citra, Carlo Maria Amalio de Majo Durazzo, succeduto il 17 giugno 1789 al fratello patruele Gennaro (morto l'11 aprile 1789), feudatari di Pago Veiano.
Il 26 agosto 1823, già  maresciallo di campo della Real Casa di Borbone-Due Sicilie e commissario nelle provincie di Napoli e due Principati, fu nominato da Ferdinando I comandante nella Terza brigata attiva di fanteria composta dai Reggimenti Borbone e Farnese. Appare in una disputa nel 1832.
Nell'ottobre 1840 fu incaricato Comandante Generale delle armi di Sicilia e Luogotenente generale per la morte dello svizzero Josef Anton Tschudi (o Tschudy). Nel 1848 abbandonò l'Isola durante i violenti moti rivoluzionari a Palermo. In una nota dello storico Girolamo Di Marzo Ferro definì il comandante generale delle armi nei termini dispreggiativi di inettitudine al comando, ricordando un precedente episodio nel 1815 (l'abbandono del campo di Petriolo), durante la ritirata di Gioacchino Murat.
Nel 1841 fece bonificare la contrada di Maredolce (Palermo), avviando l'opera di ampliamento e irrigazioni dei terreni, dei giardini e dei mulini limitrofi con il pagamento di una quota ai proprietari. Gli abitanti della zona accolsero la rottura delle dighe con fuochi d'artificio e una messa solenne nella piccola chiesa di San Ciro. Altri lavori fece compiere nella spiaggia di Mondello, rimuovendo acque reflue maleodoranti e migliorando la salubrità degli ambienti della costa. Nel capoluogo siciliano fece istituire un Consiglio Edilizio alla stregua di quello sorto nella città di Napoli, composto dal XI Duca di Laurino Troiano Spinelli (1782-1860), già intendente di Palermo e discendente dell'omonimo filosofo, il duca di Serradifalco Domenico Lo Faso Pietrasanta, il marchese Orazio Forcella (1789-1864), lo scultore Valerio Villareale, l'ingegnere Carlo Giachery (spesso scritto "Giaccheri").
Dopo l'abolizione del Comando generale dell'Esercito il tenente generale de Majo fu presidente dell'Alta Corte militare fino al 1860.